# 그레이트 아메리칸 송북
그레이트 아메리칸 송북(영어: Great American Songbook, 때때로 "GAS"라고 줄여씀)은 로큰롤의 인기가 높았던 1920년대에서 1960년대까지의 기간 동안 브로드웨이 연극, 뮤지컬, 할리우드 뮤지컬, 그리고 소위 틴 팬 앨리(Tin Pan Alley)로 일컬어 지는 것들과 밀접한 관련을 맺는 음악을 일컫는 용어이다. 오랫동안 인기를 누린 수많은 곡을 포함해, 그레이트 아메리칸 송북은 재즈 스탠다드 같은 노래를 하는 재즈 음악가들의 레퍼토리의 아주 중요한 부분이 되었다.

## 작곡가
다음은 그레이드 아메리칸 송북 관련 작곡가들이다.
- 해롤드 아를렌
- 어빙 벌린
- 조지와 아이라 거슈인
- 듀크 엘링턴

## 같이 보기
- 스탠더드 팝